# Borknagar (album)
Borknagar je debitantski studijski album istoimenog norveškog metal sastava. Ovo je jedini album grupe na kojem su tekstovi pjesama napisani na norveškom jeziku, na kojem je bas-gitaru svirao Infernus (koji je navodno snimio sve basističke dionice u jednom danu) te koji je bio snimljen u studiju Grieghallen (kojim su se često služili drugi black metal sastavi kao što su Emperor i Gorgoroth).
Stil albuma odlikuje se izravnijim black/viking metal glazbenim pristupom (koji sadrži bijesne rifove, brze ritmove te se više usredotočuje na vrišteće nego na čiste vokale) što je u raskoraku s današnjim stilom skupine – mješavinom progresivnoga metala i folk metala, koja će se prvi put pojaviti u pjesmama na idućem albumu The Olden Domain.

## Popis pjesama
| 1.    | »Vintervredets sjelesagn« (Duševna priča zimskoga gnjeva)             | Øystein G. Brun | 06:44 |
| 2.    | »Tanker mot tind (Kvelding)« (Misli prema vrhu (Suton); instrumental) | Ivar Bjørnson   | 03:29 |
| 3.    | »Svartskogs gilde« (Gozba crne šume)                                  | Brun            | 05:52 |
| 4.    | »Ved steingard« (Pored kamenog zida; instrumental)                    | Brun            | 02:14 |
| 5.    | »Krigsstev« (Ratna pjesma; instrumental)                              | Brun            | 02:03 |
| 6.    | »Dauden« (Smrt)                                                       | Brun            | 05:49 |
| 7.    | »Grimskalle trell« (Rob mrgodne lubanje)                              | Brun            | 05:38 |
| 8.    | »Nord naagauk« (Sjeverna kukavica; instrumental)                      | Brun            | 03:07 |
| 9.    | »Fandens Allheim« (Vražji svemir)                                     | Brun            | 06:19 |
| 10.   | »Tanker mot tind (Gryning)« (Misli prema vrhu (Zora); instrumental)   | Bjørnson        | 02:57 |
| 44:12 |                                                                       |                 |       |

## Recenzije
William York, glazbeni kritičar sa stranice AllMusic, dodijelio je albumu četiri od pet zvjezdica te je komentirao: "Borknagarovo je prvo djelo grub, a opet melodičan i veličanstven black metal album na kojem sudjeluje postava "svih zvijezda", sastojeći se od pjevača Garma (Ulver/Arcturus), bubnjara Grima (Gorgoroth), basista Infernusa (Gorgoroth) i klavijaturista Ivara Bjørnsona (Enslaved), dok je glavni vođa sastava gitarist Øystein G. Brun. S produkcijskog gledišta, ovo je Borknagarov najsiroviji album, što se pogotovo primjećuje u pogledu gitara koje ovdje imaju abrazivniji i više zujeći zvuk (sličan Enslavedovom) nego na naknadnim albumima. U međuvremenu pjesme (kojih je pet, uz pet instrumentala/interludija) sadrže tipičan epski stil grupe, sastojeći se od opsežnih gitarističkih melodija, suptilnih klavijaturističkih uljepšavanja i čisto pjevanih/skandiranih vokalnih sekcija koje se suprotstavljaju potpuno agresivnim i destruktivnim elementima glazbe. "Vintervredets Sjelesagn" i "Grimskalle Trell" su osobito dobri primjeri koji prikazuju sposobnost grupe da zvuči veličanstveno i da istovremeno rocka te je ova rijetka ravnoteža jedna od jačih točaka albuma. Neki bi slušatelji mogli preferirati malo uglađeniji pristup Borknagarovih naknadnih CD-ova, ali ovo je zasigurno među njegovim najboljim radovima i definitivno je grublje od bilo čega drugog što je ikad učinio".

## Zasluge
| Borknagar - Garm – vokali, mastering - Øystein G. Brun – akustična i električna gitara - Ivar Bjørnson – klavijature - Infernus – bas-gitara - Grim – bubnjevi | Ostalo osoblje - Eirik "Pytten" Hundvin – inženjer zvuka, produkcija - Christophe Szpajdel – logotip - Johan Brun – fotografija (naslovnice) |

## Vanjske poveznice
- Borknagar - Borknagar (Službena podstranica sastava koja opisuje prvi album)
- "Borknagar" na discogs.com